# Rualena
Rualena is een geslacht van spinnen uit de  familie van de Agelenidae (trechterspinnen).

## Soorten
- Rualena alleni Chamberlin & Ivie, 1942
- Rualena avila Chamberlin & Ivie, 1942
- Rualena balboae (Schenkel, 1950)
- Rualena cavata (F. O. P.-Cambridge, 1902)
- Rualena cockerelli Chamberlin & Ivie, 1942
- Rualena cruzana Chamberlin & Ivie, 1942
- Rualena goleta Chamberlin & Ivie, 1942
- Rualena magnacava Chamberlin & Ivie, 1942
- Rualena pasquinii Brignoli, 1974
- Rualena rua (Chamberlin, 1919)
- Rualena shlomitae García-Villafuerte, 2009
- Rualena simplex (F. O. P.-Cambridge, 1902)
- Rualena surana Chamberlin & Ivie, 1942